# Agathe Uwilingiyimana
Agathe Uwilingiyimana, född 23 maj 1953, död 7 april 1994 (mördad) i Kigali, var en politiker från Rwanda och landets premiärminister 18 juli 1993 till sin död. Hon var även landets första kvinnliga premiärminister.
Efter att presidenten Juvénal Habyarimana dödats tog hon över den politiska makten i landet, men hon mördades nästa morgon, den 7 april, av presidentens livvakter utanför sitt hus i Kigali. Tio belgiska FN-soldater som eskorterade henne mördades också. Även om folkmordet redan hade börjat dagen innan då presidenten mördats, kom hennes död att bli det definitiva startskottet på folkmordet i Rwanda eftersom de tio belgiska soldaternas död blev början på Belgiens tillbakadragande av sina trupper från landet och snart följde flera andra länder med FN i spetsen efter, vilket i stort sett gav landets hutunationalistiska regim och militär fria händer att nästan obehindrat sätta folkmordet i verket.